# 鈴木博 (撮影監督)
鈴木 博（すずき ひろし、1898年 - 1964年）は、日本の撮影監督。

## 概歴

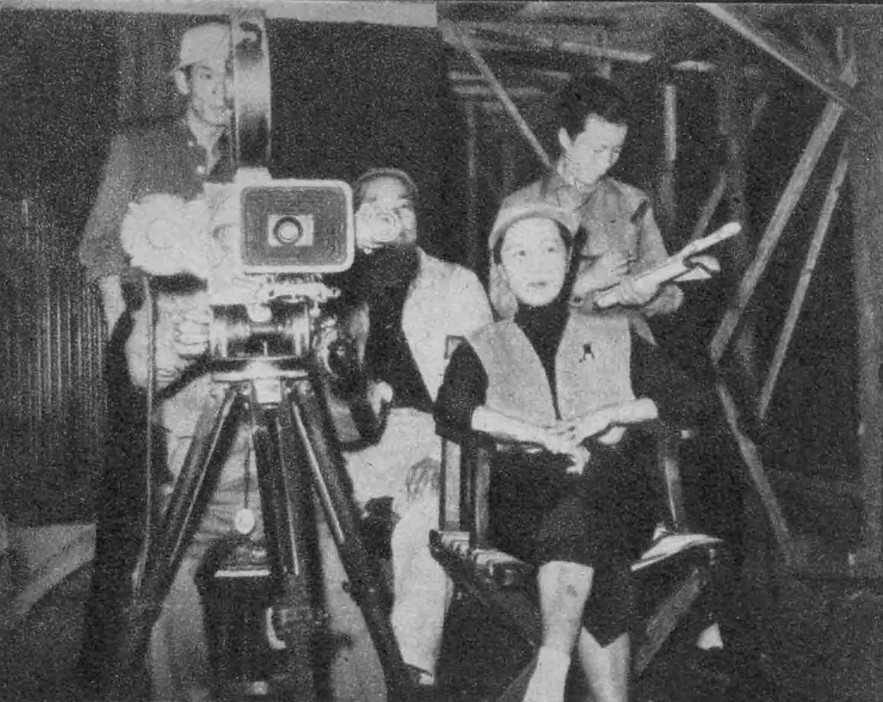
『恋文』（1953年）の撮影現場。監督の田中絹代、撮影監督の鈴木。

1922年に松竹キネマに入社、その後は下加茂撮影所や帝国キネマなどで活躍した。
1933年に東宝の前身の1社となった新設のP.C.L.映画製作所に移り、東宝を経て、戦後、新東宝に移った。

## 主な作品
以下に日本映画データベースに従い公開年、作品名、製作会社を記載。
- 1924年 - 汀の桜　松竹キネマ下加茂撮影所
- 1924年 - 疑問の白髭 　帝国キネマ小坂撮影所
- 1926年 - 尊王 　阪東妻三郎プロダクション
- 1926年 - 蜘蛛 　阪東妻三郎プロダクション（太秦撮影所）
- 1929年 - あゝ玉杯に花うけて 　東京シネマ商会

### P.C.L映画製作所
- 1933年 - 音楽喜劇 ほろよひ人生
- 1935年 - 女優と詩人
- 1935年 - 妻よ薔薇のやうに
- 1935年 - サーカス五人組
- 1935年 - 噂の娘
- 1936年 - 桃中軒雲右衛門

### 東宝映画東京撮影所
- 1938年 - 阿部一族 　劇団前進座
- 1939年 - はたらく一家
- 1939年 - 上海陸戦隊
- 1939年 - まごころ
- 1939年 - ロッパ歌の都へ行く
- 1940年 - 二人の世界
- 1941年 - 馬 　合資会社映画科学
- 1941年 - 白鷺

### 東宝映画・東宝
- 1942年 - ハワイ・マレー沖海戦 　社団法人映画配給社（初公開時）、東宝（再映時）
- 1942年 - 希望の青空
- 1943年 - 望楼の決死隊
- 1944年 - 雷撃隊出動
- 1945年 - 三十三間堂通し矢物語
- 1946年 - 民衆の敵
- 1951年 - 海賊船
- 1953年 - 一等社員 三等重役兄弟篇

### エイトプロ
- 1953年 - 明日はどっちだ

### 新東宝
- 1948年 - 富士山頂
- 1949年 - 小原庄助さん
- 1950年 - 白昼の決闘 　藤本プロ
- 1950年 - 石中先生行状記 　藤本プロ
- 1952年 - おかあさん
- 1953年 - 刺青殺人事件
- 1953年 - 恋文
- 1953年 - もぐら横丁
- 1954年 - 女の暦
- 1955年 - 明治一代女
- 1955年 - しいのみ学園
- 1955年 - 次郎物語
- 1956年 - 四谷怪談
- 1956年 - 新己が罪
- 1956年 - 女競輪王
- 1957年 - 肉体女優殺し 五人の犯罪者
- 1957年 - スーパー・ジャイアンツ　人工衛星と人類の破滅
- 1958年 - スーパー・ジャイアンツ　宇宙艇と人工衛星の激突
- 1958年 - スーパー・ジャイアンツ　宇宙怪人出現